# Vale de Azares
Vale de Azares es una freguesia portuguesa del concelho de Celorico da Beira, con 9,47 km² de superficie y 467 habitantes (2001). Su densidad de población es de 49,3 hab/km².